# Canthydrus pseudomorsbachi
Canthydrus pseudomorsbachi là một loài bọ cánh cứng trong họ Noteridae. Loài này được Vazirani miêu tả khoa học đầu tiên năm 1969.